# Цирулёв, Никита Михайлович
Ники́та Миха́йлович Цирулёв (род. 18 сентября 1985, Ярославль) — российский хоккеист, игрок клубов высших лиг Белоруссии, России и Казахстана. Мастер спорта России.

## Биография
Никита Михайлович Цирулёв родился 18 сентября 1985 года в городе Ярославле Ярославской области.
Воспитанник хоккейной школы ярославского «Торпедо», в дубле которого дебютировал в 2001 году в российской первой лиге.
В 2004 году уехал в Белоруссию, где сначала принял участие в розыгрыше Кубка страны в составе гродненского «Немана», а затем завоевал серебряные медали чемпионата Белоруссии (2004/2005) в составе минского «Керамина».
С 2005 по 2016 годы в основном представлял клубы российской высшей лиги и созданной в 2010 году Высшей хоккейной лиги: Кирово-Чепецкую «Олимпию» (2005/2006), пермский «Молот-Прикамье» (2006/2007 и 2009/2010), лениногорский «Нефтяник» (2006/2007), орский «Южный Урал» (2008—2010), нефтекамский «Торос» (2010—2014), тюменский «Рубин» (2013/2014),  пензенский «Дизель» и казахстанскую «Сарыарку» из Караганды (2014/2015), воскресенский «Химик» и курганское «Зауралье» (2015/2016). В составе «Тороса» дважды (2011/2012 и 2012/2013) становился обладателем «Братины», главного трофея Высшей хоккейной лиги.
Исключением стал сезон 2007/2008, в котором Цирулёв входил в состав базировавшегося в Балашихе ХК МВД, игравшего в Суперлиге, а также регулярное привлечение хоккеиста в дубли и фарм-клубы основных команд, выступавшие, как правило, в первой и второй лигах российского чемпионата.
В 2016 году уехал в Казахстан, где представляет клубы Казахской хоккейной лиги: сначала «Бейбарыс» из Атырау, затем — клуб «Алматы». Сезон 2019/2020 начал в воронежском «Буране» (ВХЛ), но с 18 октября 2019 года перешёл в клуб Белорусской экстралиги «Лида», где играл до конца сезона 2019/2020. На данный момент является главным тренером ЛХК «Балтика».

## Достижения
- Серебряный призёр чемпионата Белоруссии 2004/2005[англ.]

## Семья
Никита Цирулёв женат, есть дочь Ульяна.